# Sanchi (petrolero)
Sanchi fue un buque petrolero del tipo Suezmax construido en el 2008 que operaba con bandera de Panamá para la Compañía Nacional de Irán de Petroleros (NITC). Anteriormente el buque había navegado con los nombres Saman (2008), Sepid (2008–2012), Gardenia (2012) y Seahorse (2012–2013).
El 6 de enero de 2018, Sanchi chocó en el mar de la China Oriental con el buque carguero CF Crystal y se incendió cuando llevaba una carga completa de gas natural condensado. El buque tanque se hundió el 14 de enero de 2018 luego de que se hubiera informado que cuatro días antes había explotado una parte del mismo; los 32 miembros de la tripulación fallecieron, un cuerpo pudo ser recuperado del mar y dos de un bote salvavidas.

## Descripción
Sanchi era un buque petrolero de doble casco con un largo total de 274.18 m, manga 50 m, y un calado con carga completa de 17 m. Con un tonelaje de peso muerto de 164,154 ton, el buque era un típico petrolero tipo Suezmax, un barco diseñado para atravesar el canal de Suez cargado. Sanchi tenía un motor diesel con una potencia de 18,660kW MAN-B&W 6S70MC-C de baja velocidad que accionaba una hélice de paso fijo que proveía una velocidad de desplazamiento de 15,4 nudos (28,5 km/h).

## Choque en el 2018
Sanchi transportaba una carga completa consistente en 136,000 toneladas (960,000 barriles) de gas natural condensado para la empresa petroquímica Hanwha Total de Corea del Sur desde el puerto de Asaluyeh Irán, a Daesan, Corea del Sur, cuando el 6 de enero de 2018 chocó con el transporte carguero CF Crystal con bandera de Hong Kong en el mar de la China Oriental, 160 millas náuticas (296,3 km) frente a la costa de Shanghái, China. Rápidamente la carga de Sanchi' se prendió fuego luego del choque y continuó quemándose con violencia. Parte del petrolero explotó el 10 de enero. El 14 de enero, ocho días luego del choque, Sanchi se hundió. La totalidad de los 32 tripulantes fallecieron, y solo se pudieron recobrar tres cuerpos.
El buque llevaba 136 mil toneladas de condensado de gas natural. Tras la colisión, dicho líquido formó una mancha de más de 100 km² sobre el océano. En la zona del derrame se realiza el desove de numerosos peces, mientras que las ballenas cruzan la zona en su recorrido migratorio.